# Rijksweg 76
La Rijksweg 76 (o A76) è un'autostrada olandese che parte dal confine con il Belgio, al congiungimento con l'Autoroute A2, fino ad arrivare al confine con la Germania, al congiungimento con la Bundesautobahn 4. L'autostrada è lunga 27 km.

## Percorso
|      |                                                                                        |        |                |  |  |
| Tipo | Indicazione                                                                            | Uscita | Strada europea |  |  |
|      | Autostrada A2 (Belgio) Confine di Stato - Belgio                                       |        |                |  |  |
|      | Stein (solo carreggiata est)                                                           | 1      |                |  |  |
|      | Barriera Kerensheide                                                                   |        |                |  |  |
|      | Geleen                                                                                 | 2      |                |  |  |
|      | Spaubeek                                                                               | 3      |                |  |  |
|      | Schinnen                                                                               | 4      |                |  |  |
|      | Nuth                                                                                   | 5      |                |  |  |
|      | Barriera Ten Esschen (solo carreggiata est)                                            |        |                |  |  |
|      | Voerendaal (solo carreggiata ovest)                                                    | 6      |                |  |  |
|      | Barriera Kunderberg (solo carreggiata ovest)                                           |        |                |  |  |
|      | Simpelveld                                                                             |        |                |  |  |
|      | Bocholtz (solo carreggiata ovest)                                                      | 6      |                |  |  |
|      | Aree di servizio "Tienbaan" e "Langveld" (rispettivamente in carreggiate est ed ovest) |        |                |  |  |
|      | Bundesautobahn 4 Confine di Stato - Germania                                           |        |                |  |  |